# 种族灭绝
種族滅絕（英語：genocide）或群體滅絕，是指意圖全部或部分消滅一个族群、國族、種族或宗教团体的行爲。但法律學者對于種族滅絕中局部性的程度，仍存在爭議。

## 词源
该词最早由波兰籍犹太法律学者拉斐爾·萊姆金在1944年提出。其中genos来源于希腊语génos，意思为“部落、家庭”；后缀-cide来源于拉丁语cidium或法语cide，意思是“杀害”。

## 定义
1948年12月9日，联合国大会通过第260A號決議《防止及懲治灭绝種族罪公約》，简称CPPCG條約。该条约于1951年1月12日生效，其中第二条对种族灭绝行为定义如下：

蓄意全部或局部消滅某一国族、族群、種族或宗教團體，犯有下列行为之一者：
- 杀害该团体的成员。
- 致使該團體的成员在身體上或精神上遭受嚴重傷害。
- 故意使該團體處於某種生活狀況下，以毀滅其全部或局部的生命。
- 強制施行辦法，意圖防止該團體內成员生育。
- 強迫轉移該團體之兒童至另一團體。

政治不穩定任務力量組織估計，在1956年至2016年間，全世界共發生43起種族滅絕事件，造成約5000萬人死亡。聯合國難民署估計，截至2008年，還有5000萬人因此類暴力事件而流離失所。

## 近代被各國際組織定性为种族灭绝的主要事件

### 纳粹大屠杀
第二次世界大战期间，纳粹德国通过种族清洗屠杀了近600万犹太人；除此之外纳粹德国也系统地对欧洲近500萬的罗姆人、辛提人、同性恋者、苏联战俘、左派人士、耶和华见证人、异见人士、中国人进行了屠杀。

### 希臘種族滅絕

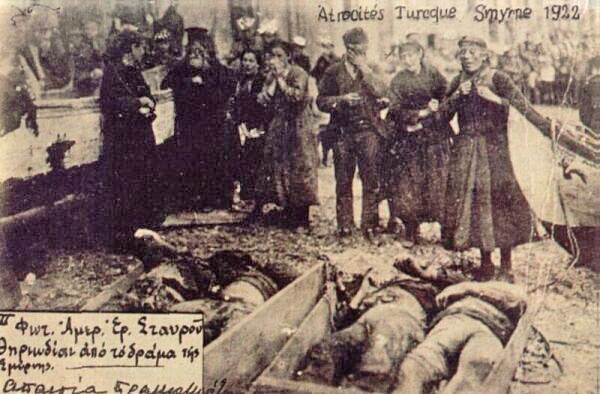
希腊平民在哀悼他们死去的亲人,摄于1922年

希臘種族滅絕是青年土耳其黨人對鄂圖曼帝國境內的希臘人所進行的種族滅絕，時間由1914年起，至1923年兩國簽訂協議使希臘與土耳其人口互換為止。據估計有近九十萬希臘人遇害。屠殺的原因是青年土耳其黨人想使鄂圖曼帝國進行更全面的突厥化，也為了防止希臘人破壞帝國的團結。屠殺手段包括被迫死亡行軍，驅逐，任意處決希臘人。協約國譴責鄂圖曼帝國資助的大屠殺為危害人類罪。國際種族滅絕學者協會在2007年通過了一項決議申明這是一場反人類種族滅絕。

### 亚美尼亚种族大屠杀

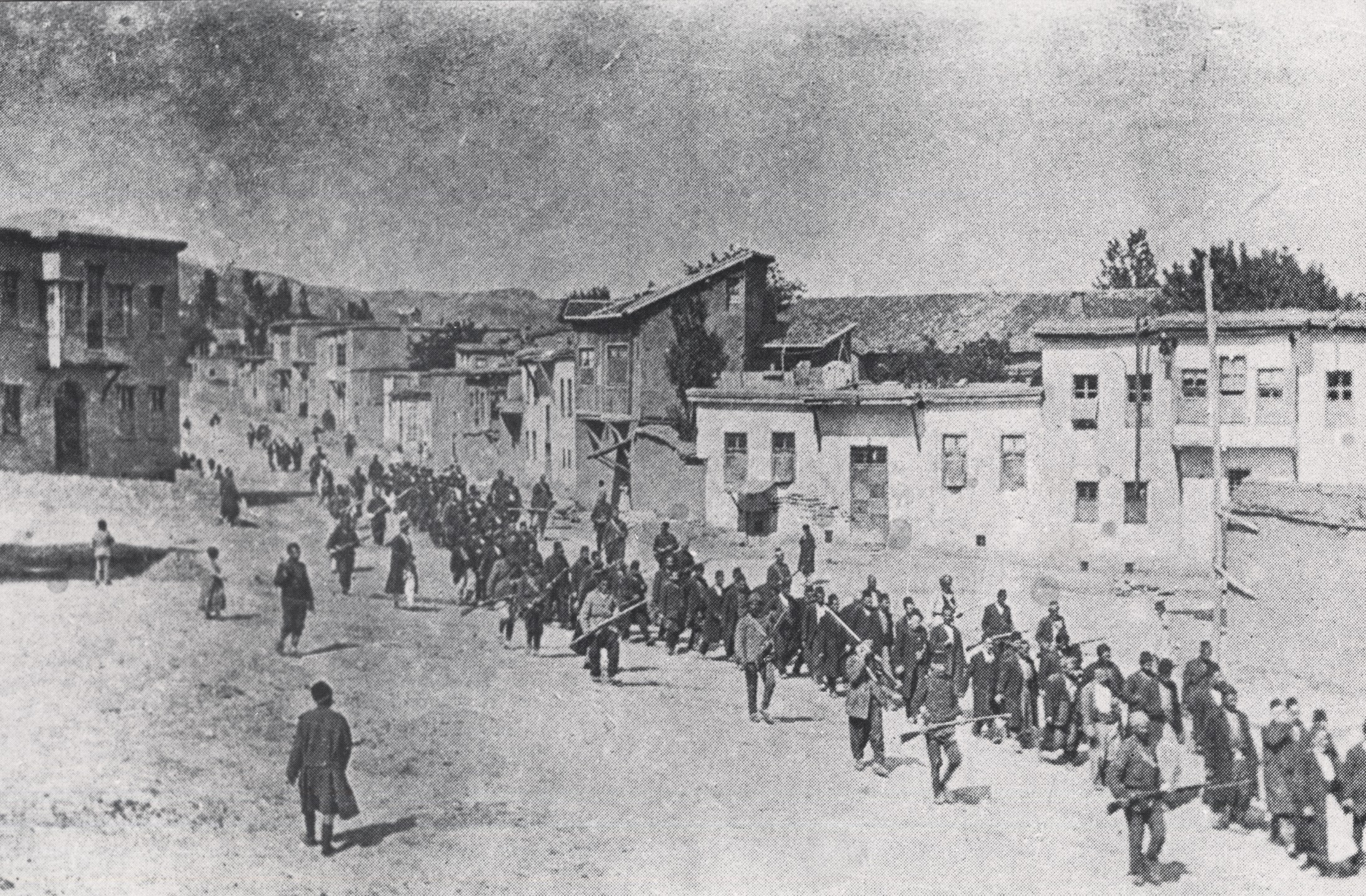
亚美尼亚平民在奥斯曼士兵引领下穿过哈爾普特前往附近监狱

1915年至1917年，青年土耳其黨人对奥斯曼帝国境内亚美尼亚人进行驱逐、屠杀、抢劫、强奸，受害者达150万之众。联合国、欧洲议会、比利时、法国、希腊和俄罗斯称这宗屠杀为“违反人性的罪行”，联合国于1978年将此事件定性为“种族灭绝”。

### 亞述人種族大屠殺
在第一次世界大戰期間，青年土耳其黨人對鄂圖曼帝國境內亞述人實施種族大屠殺。在1914年至1920年間，上美索不達米亞的亞述人被鄂圖曼帝國青年土耳其黨人的軍隊強行徙置與屠殺，當地阿拉伯民兵和部落武裝，包括庫爾德人，車臣人和切爾克斯人也攻擊的亞述平民，估計造成150,000–300,000人死亡。但不同於對待亞美尼亞人，鄂圖曼帝國政府沒下令攻擊亞述人，沒採用標準化的種族滅絕手法，在一些城市，所有的亞述人被殺害，其他人被迫逃離。這些屠殺是經常由當地的庫爾德人攻擊而進行，亞述人逃亡的過程中疾病和飢餓增加了死亡人數。在2007年，種族滅絕學者國際協會（IAGS）達成共識，即「1914年至1923年之間鄂圖曼帝國對國內亞美尼亞人，亞述人，和本都希臘人和安納托利亞希臘人進行種族滅絕。

### 卢旺达种族灭绝

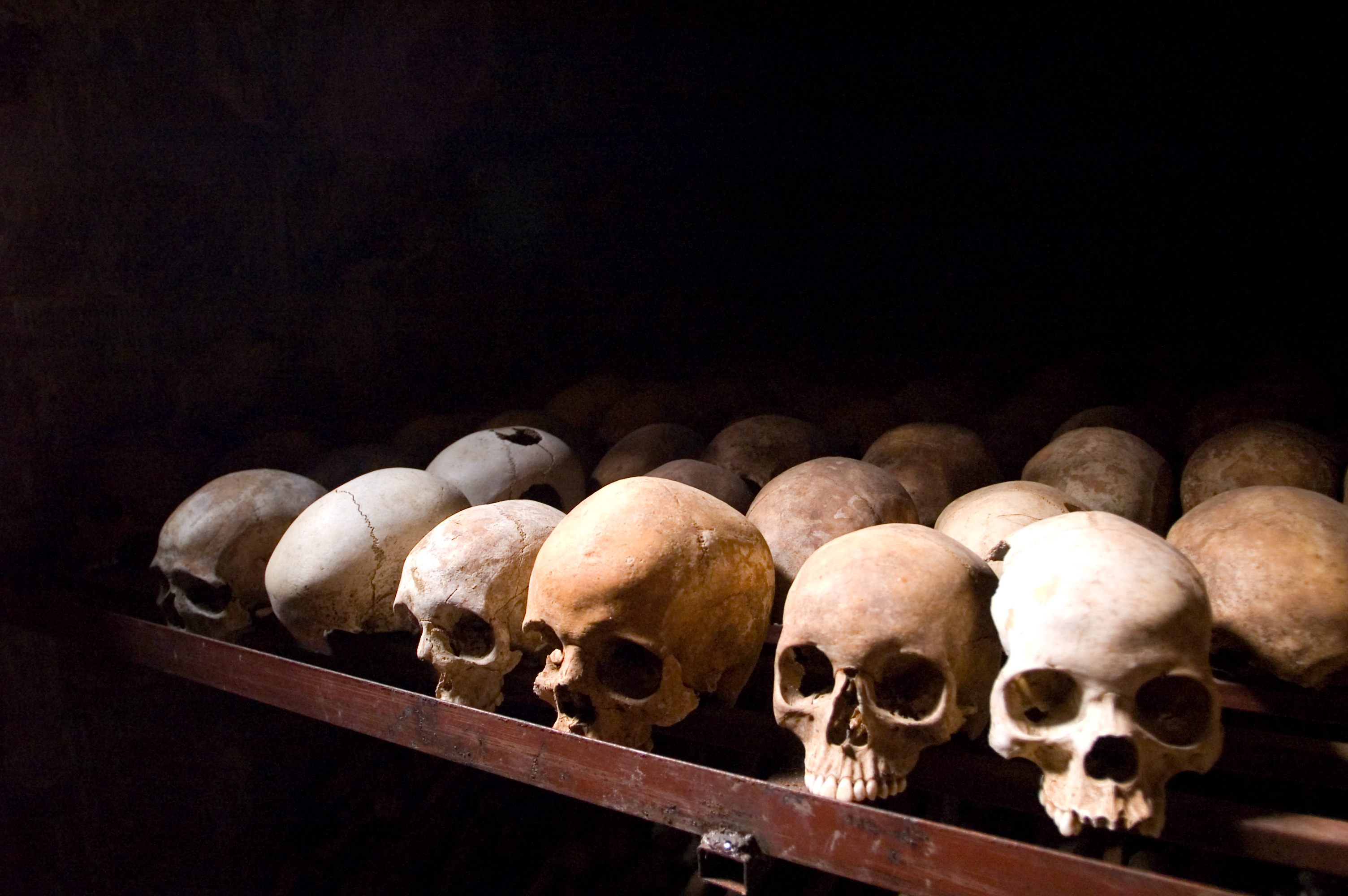
卢旺达种族灭绝受害者

1994年卢旺达种族灭绝发生在位于卢安达。该事件是胡图人对图西人进行的种族灭绝。

### 斯雷布雷尼察屠杀
1995年7月波斯尼亚战争期间，拉特科·姆拉迪奇领导下的塞族共和国军队在波斯尼亚和黑塞哥维那的斯雷布雷尼察进行大屠杀，造成大约8000名当地波斯尼亚穆斯林男子死亡。2004年4月，海牙前南斯拉夫国际刑事法庭将此次事件定性为种族灭绝，国际法庭也确认此事件为种族灭绝。

### 印地安大屠殺
仅加拿大政府19世纪70年代就将同化原住民列入官方议程，公开宣扬“扼杀印第安血统从他们的孩子开始”，通过设立寄宿学校，对原住民实施文化灭绝政策。2015年真相与和解委员会（TRC）发布了最终报告：寄宿学校系统被定性为种族灭绝的案例；这与历史学家约翰·S·米洛伊（John S. Milloy）观点一致。理由为“破坏了允许该团体作为一个团体继续进行的那些结构和做法”。该报告指出，寄宿学校“是消除土著人民成为不同民族并违背他们意愿将其纳入加拿大主流的一致政策的一部分。”并记录了加拿大至少15万名在校学生的经历（通常是悲惨的）。真相与和解委员会还认为“六十年代铲除（Sixties Scoop）”（一种在加拿大大规模迁移20,000多名土著儿童的活动）是种族文化灭绝的一种形式。该报告指出，关闭寄宿学校导致“儿童福利机构照顾的儿童人数大大增加。” 全国各地成千上万的土著儿童被迫从其出生地中撤离。1985年埃德温·基米尔曼法官（Edwin Kimelman）关于土著人民和儿童福利政策的报告“无寂静的地方（No Quiet Place）”也指出“种族文化灭绝行为是有系统地，常规地进行的。”艾伯塔省 （1928–72）和不列颠哥伦比亚省（1933–73）的绝育立法试图限制“不健康”者的繁殖，并越来越多地针对土著妇女。在法律内外以及在联邦政府运营的印第安医院内，都对土著妇女进行了强迫绝育。这种做法一直持续到21世纪。大约有100名土著妇女声称，她们在1970年代至2018年之间经常处于处于虚弱的怀孕或分娩状态时被迫同意绝育。 据1980年人口统计,美国的印第安人有136.1万人，只占美国人口的0.6%。卡伦·斯托特（Karen Stote）教授认为，通过这些方式，对土著妇女的强迫绝育可以被视为试图破坏一个群体的生存能力。

### 其他有爭議的种族灭绝事件

#### 沃里尼亚大屠杀事件
于1943年至1944年末期间，由与纳粹德国合作的乌克兰民族主义者组织极端派领导人斯捷潘·班杰拉带领下的乌克兰反抗军在沃里尼亚与东加利西亚地区针对波兰人实施种族清洗性大屠杀。2011年非政府公益性组织卡尔塔基金会（波兰语：Ośrodek）关于1943年乌克兰-波兰种族屠杀的历史研究称得到确认的全部地区遇害者91,200名，其中已知姓名的有43,987人。
2009年7月15日，波兰众议院一致通过了一项关于“东部边境地区波兰人悲惨命运”的决议：2009年7月11日是“乌克兰民族主义者组织和乌克兰叛乱军在波兰东部领土上开始反波兰行动——以带有种族灭绝痕迹的种族清洗为特征的大屠杀”的66周年。2016年7月8日，波兰众议院通过了一项决议，宣布7月11日为“乌克兰民族主义者对波兰共和国公民进行的种族灭绝受害者”的全国纪念日，并正式将大屠杀称为种族灭绝。
2016年9月，乌克兰最高拉达对此通过决议谴责波兰“对历史事件的片面政治评价”。

#### 新疆維吾爾族種族滅絕指控
中共中央总书记习近平领导下的中共中央建设新疆再教育营。人权观察人士及专家指控新疆再教育營中存在語言及文化清洗，报道称再教育营破坏了维吾尔族等民族的伊斯兰信仰，强迫他们唱红歌、吃猪肉、喝酒，拒绝照做的人会被罚禁食、坐老虎凳以及不让睡觉等。据报道，再教育营内还发生了強制分離孩童父母等行爲，一些妇女表示曾被迫接受绝育手术、否则就会被送到集中营，有学者形容其为“人口灭绝”或“种族灭绝”。
2020年8月，美国的特朗普政府据报考虑指控中国政府对维吾尔人进行“种族灭绝”。同一时间，美国民主党拜登竞选团队将新疆现状定义为“种族灭绝”。此外，美國國務卿蓬佩奧和安東尼·布林肯认同中国政府对新疆维吾尔的政策构成了种族灭绝。
2021年3月9日，致力于根据对世界不同地区的地缘政治及其价值体系的深刻理解来加强美国外交政策的美國「新線戰略和政策研究所」發布了一份分析報告，內容有關中國共產黨在新疆地區的種族滅絕行為。報告指出新疆再教育營至少監禁了100萬人維吾爾族，被監禁的維吾爾人受到強暴、性虐待、剝削、公開羞辱等凌虐及殘忍對待，違反所有防止種族滅絕公約條款。
其后，多个国际立法者也认定对新疆出现针对维吾尔的种族灭绝。2021年2月22日，加拿大下議院以226-0全票通過認定中國对新疆的种族灭绝符合聯合國大會第260號決議。3月22日，澳大利亚议会就一项谴责中国在新疆「严重和系统地侵犯维吾尔族人权」动议的辩论中，获得所有主要政党的一致支持承认中国在新疆的行为称为种族灭绝。4月22日，英国下议院通过宣布中国对新疆的维吾尔人和其他穆斯林少数民族犯下了危害人类罪和种族灭绝罪的动议。5月5日，纽西兰议会宣布一致承认中国新疆地区正在发生严重的侵犯人权行为，但未将这种情况称为「种族灭绝」。6月10日，捷克参议院以38票對0票一致通过关注新疆维吾尔自治区的动议，承认新疆地区存有大规模侵犯人权和自由、种族灭绝和危害人类罪、种族歧视以及压制文化、宗教和政治身份的行为。7月8日，比利时议会投票通过一项决议，谴责中国在对维吾尔人进行种族灭绝的严重风险。12月9日，英国維吾爾特別法庭裁定中国政府在中国西北部对维吾尔人和其他少数民族实施酷刑犯有种族灭绝罪和危害人类罪。
2022年1月20日，法國國民議會以169票贊成通過維吾爾族決議案，認定並譴責中國對維吾爾少數民族進行的反人道罪與種族滅絕。6月9日，欧洲议会通过一项禁止强制劳动产品进出欧洲市场和谴责中国当局对维吾尔族的反人类罪的法案，并認定中国对新疆构成种族灭绝的风险。8月21日，联合国人权事务高级专员办事处发布一份进行彻底分析新疆情况的联合国新疆人权报告，报告中称在新疆发现一系列人权受到不当限制的情况，中国政府在新疆构成了涉犯“危害人类罪”。聯合國秘書長安東尼奧·古特雷斯認可新疆人權報告中的證據，他認為報告明顯指出新疆地區有嚴重侵犯人權問題，希望中國當局改善。

#### 俄烏戰爭中的種族滅絕指控
自2022年2月24日俄罗斯入侵乌克兰以来，乌克兰与俄罗斯就种族灭绝的指控向海牙国际法院（ICJ）提交诉讼。俄罗斯于2月23日，即开战前一天，向国际法院提交乌克兰对其东部领土的居民的指控。乌克兰则反驳前者操作种族灭绝的指控，并向国际法院提交俄罗斯武装部队对其国民的罪行。
2022年3月，波兰宣布俄罗斯在乌克兰的许多行动，尤其是针对平民的行动「带有种族灭绝的特征」，波兰检察机构也对此展开调查并将报告提交给国际法院。4月28日，加拿大國會通过将俄罗斯在乌克兰的行动视为种族灭绝的动议。5月10日，立陶宛议会一致通过将俄罗斯列为恐怖主义国家，并承认俄罗斯武装部队及其政治和军事领导层对乌克兰的全面侵略是对乌克兰人民的种族灭绝。8月11日，拉脱维亚议会通过一份声明，宣布俄罗斯为「恐怖主义的国家支持者」，并称其在乌克兰的行动构成是对乌克兰人民的种族灭绝。欧洲委员会也于10月13日投票通过了一项决议，承认俄罗斯为恐怖主义国家。10月18日，爱沙尼亚议会的101名议员中有88人投票支持宣布俄罗斯为恐怖主义国家。该声明也表示支持国际法院和国际刑事法院对俄罗斯在乌克兰境内所犯罪行发起的调查。至此波罗的海国家一致承认俄罗斯武装部队的军事行动构成种族灭绝。12月7日，美国参议院外交委员会通过一项立法倡议，承认俄罗斯对乌克兰人民的行为是种族灭绝。12月15日，欧洲议会在通过一项承认苏联政权在1932年至1933年对乌克兰造成的大饥荒造成种族灭绝的决议中，与俄罗斯在乌克兰的战争行为联系起来，谴责俄罗斯再次对乌克兰人民犯下罪行。

#### 以色列对巴勒斯坦人的种族灭绝指控
巴勒斯坦种族灭绝指控是指以色列被指控在以巴冲突期间圖謀对巴勒斯坦人实施种族灭绝。 
指控以色列犯下種族滅絕的人認為，大灾难、贝鲁特难民营大屠杀、对加沙地带的封锁、 2014年加沙戰爭、以色列—哈馬斯戰爭都與種族滅絕有關，而且他們認為種族滅絕的發生於以色列社会中長期存在的反巴勒斯坦主义、伊斯兰恐惧症、反阿拉伯情緒有關。 還有学者指责以色列官员經常侮辱巴勒斯坦人，例如經常將巴勒斯坦人非人化或者將巴勒斯坦人比作动物， 而且以官员的言论很容易被外界解读为以色列方面試圖要對巴勒斯坦人种族灭绝。 
以色列、美国、反誹謗聯盟等组织以及一些学者否认以色列試圖對巴勒斯坦人种族灭绝。還有有學者認為指控以色列犯下种族灭绝罪是在“妖魔化”以色列，指控以色列的這些人往往就是反錫安主義者。

##### 南非对以色列的指控
南非于2023年12月29日对以色列提起诉讼，指控以色列涉嫌违反1948年《防止及懲治危害種族罪公約》和国际法中有关加薩地带的巴勒斯坦人的义务。南非提交的起訴書指控“以色列在长达75年的种族隔离、对巴勒斯坦领土长达 56 年的占领以及對加薩長達16年的封锁。”
南非已请求国际法院（International Court of Justice）采取临时保护措施。

##### 贝鲁特难民营大屠杀
1982年9月16日至9月18日由支持以色列的黎巴嫩长枪党旗下的基督教民兵组织在以色列国防军提供协助下对包括巴勒斯坦人和黎巴嫩的什叶派穆斯林进行的屠杀，遇难人数大约在762人至3500人之间。事发地点是黎巴嫩首都贝鲁特萨布拉街区和邻近的夏蒂拉難民营。1982年12月16日，联合国代表大会谴责了这一屠杀事件并将其定性为种族清洗。
由肖恩·麦克布赖德担任主席的一个独立委员会认定种族清洗的概念适用于这起大屠杀——在名为“以色列在黎巴嫩的活动”的报告中认定以色列政府和军队需对这起发生在9月16日至18日贝鲁特地区的大屠杀及其他由黎巴嫩民兵组织执行的杀戮活动负有直接或间接的责任。在全球范围内，有个别犹太人也谴责这起大屠杀是种族清洗。
加拿大代表声明：“依我方的观点，种族清洗的相关定义并不适用于这一非人道的行径。”苏联代表則说道：“以色列在黎巴嫩领土上所作的举动是种族清洗，其目的是摧毁巴勒斯坦。”投赞成票的新加坡代表补充道：“我方代表对使用“种族清洗”一词表示遗憾……“种族清洗”是指针对一个国家、民族、种族或宗教团体整体上或局部方面的蓄意行为。”尼加拉瓜代表说：“难以相信一个在20世纪中期遭受过纳粹种族灭绝的民族会对其他民族使用同样法西斯的、种族清洗性质的行为。”加拿大代表和新加坡代表提出疑问，提出联大是否能就这一屠杀事件是否构成种族清洗作出裁定。
以色列政府成立的委员会以色列只对这起大屠杀负有间接责任。英国记者大卫·赫斯特指责以色列政府篡改间接责任的概念以使得以色列政府的卷入以及责任看上去更小。根据他的说法，只有通过错误理解和故意忽视对这起大屠杀的分析以色列政府才会得出此番自清结论。

## 相关法律

### 国际法
根据《国际刑事法院罗马规约》第五条，
第五条　法院管辖权内的犯罪
(一) 本法院的管辖权限于整个国际社会关注的最严重犯罪。本法院根据本规约，对下列犯罪具有管辖权：
1. 灭绝种族罪；
2. 危害人类罪；
3. 战争罪；

4. 侵略罪。
```
注：“本法院”指
国际刑事法院
，即
International Criminal Court / Cour pénale internationale
。
```

国际刑事法庭对国际性灭绝种族罪具有管辖权以惩治违反国际人道法的行为。规约要求其缔约国能在立法方面给予支持，与国际刑事法院进行合作并在必要情况下对国内刑事法进行调整。红十字国际委员会认为，国际刑事法院的设立使国际人道法能够更好的被各方遵守，避免有罪不罚的状况发生，并对犯罪者产生威慑力。

### 比利时
比利時於1993年通過全球審判法，容許在國內起訴任何在世界上犯了種族滅絕罪的人。這項決定使得即使行兇者與比利時無直接關係、或受害者非比利時公民或住民的情況下，仍然可以在比利時進行法律訴訟，此舉深得眾多人權組織的歡迎。2003年，在一次因發出逮捕令而被告上國際法庭的事件發生後，比利时廢除了全球審判法，但在廢止前已受理的案件審訊仍在進行，包括盧旺達種族滅絕，以及前乍得總統Hissène Habré的案件。

### 加拿大
根據加拿大的戰爭罪及反人類罪法案，無論在國內或國外，種族滅絕屬違法行為。在下列任何一種或以上的情況下，执行種族滅絕的人士可依加拿大法律檢控。
- 疑犯為加拿大公民或受僱於加拿大。
- 受害人為加拿大或盟國公民。
- 疑犯為與加拿大發生軍事衝突國家的公民或受僱於該國。
- 在任何地方干犯有關罪行後任何時間，進入加拿大領土。

### 芬兰
1995年，芬兰政府把種族滅絕列為单独的刑事罪行，刑期為4年到終身监禁不等，而策劃或試圖干犯種族滅絕的有關人等也有機會被檢控。與其他國際性罪行一樣，種族滅絕被納入芬蘭的全球審判法內，但根據該國刑法典第1章第12條，除非獲總檢察官下令批准，否則芬蘭當局決不會調查國外的種族滅絕案件。

### 荷蘭
荷蘭法律限制當局對涉嫌干犯種族滅絕的國民作出檢控，2005年12月23日，荷蘭一法院曾處理一宗有關案件，被告Frans van Anraat涉嫌向伊拉克提供化學品，認為是「與庫爾德人屠殺有關」。由於化學品是於哈萊卜傑毒氣襲擊前，即1988年3月16日以前運往伊拉克，因此只裁定被告戰爭罪成立，種族滅絕罪不成立。

### 西班牙
根據西班牙法律，法庭可對懷疑於西班牙國外干犯種族滅絕罪的任何外國人士作審判。在2003年6月，法官Baltasar Garzón把從墨西哥引渡西班牙受審的阿根廷前海軍軍官Ricardo Miguel Cavallo監禁，他涉嫌在阿根廷仍實施軍事獨裁期間，犯下種族滅絕及恐怖主義罪行。

### 瑞典
瑞典於1964年把種族滅絕列入刑事罪行，根據當地法律，任何向國家、種族、宗教團體等作出的部分或完全的滅絕行為，皆屬違法，一經定罪，將被監禁四年至終身不等。

### 英國
英國把國際刑事法庭法案納入國內法，但可追溯的事件限於2001年5月之後發生的種族滅絕案件，而被告人也僅限於英國國民或居英人士，方可入罪。根據御用大律師、律師公會人權委員會主席彼德·卡特（Peter Carter）指出，「任何人士如果為金錢利益而援助犯有戰爭罪的政權，可被檢控」。

### 中華民國
中華民國政府於1951年與法國簽署防止及惩治灭绝种族罪公约。1953年5月22日頒佈《殘害人群治罪條例》，明确定义意圖全部或一部消滅某一民族、種族或宗教之團體，為殘害人群罪，處死刑、無期徒刑或七年以上有期徒刑。

### 香港
《香港法例》第212章《侵害人身罪條例》第9A條中，任何人干犯《危害種族罪公約》第二條中定義為「危害種族」的罪行，如涉嫌殺人，可被判處終身監禁，其他情況則可判監14年。

### 澳門
澳門《刑法典》規定了第229條的“煽動戰爭”罪及第231條的“煽動滅絕種族”罪。在“煽動滅絕種族”罪的構成要素中，除了要求行為人“公開”地作出煽動行為外，還要求他所作出的煽動行為是“直接”的。“直接煽動”是指行為人直言不諱地表達對某特定群體的仇恨，鼓動他人實施種族滅絕行為。對於煽動滅絕種族罪的行為人，可判處兩年至八年徒刑。

## 參见
- 大屠殺
- 種族清洗
- 仇恨犯罪
- 犹太人大屠杀
- 南京大屠杀
- 马尼拉大屠杀
- 红色高棉大屠杀
- 希腊种族灭绝
- 亚美尼亚种族大屠杀
- 亚述人种族大屠杀
- 盧旺達種族滅絕
- 斯雷布雷尼察屠杀